# 君の天井は僕の床
1. ポール・サイモンの楽曲
2. 鴨居まさねによる漫画作品、本項で詳述。

『君の天井は僕の床』（きみのてんじょうはぼくのゆか）は、鴨居まさねによる日本の漫画作品。
『YOU』（集英社）にて2008年NO.17より不定期に連載されていた。単行本はクイーンズコミックスより2012年9月現在既刊3巻。
マルサンビルに入居するお店や住人たちが主人公の1話完結のオムニバスストーリー。

## 登場人物
鳥田 まり（とりだ まり）
通称・トリさん。42歳。印刷物のデザイナー。マルサンビル302号室に潮田と共同でデザイン事務所「オフィス とりだまり」を構える。高所恐怖症。かなりの寒がり。本間と恋人同士になる。
本名は麻琳（まりん）だが、昔から色々と恥ずかしい思いをしてきたため、成人後は役所関係の書類以外では「まり」を使用している。
潮田 茅子（うしおだ かやこ）
通称・ウシちゃん。鳥田の共同経営者。鳥田とは別々の会社に勤めていた。現在、中学時代に二股をかけた挙句振ってしまった男性と同居している。
本間（ほんま）
マルサンビルの隣のビル2棟のオーナー。41歳。元シェフ。鳥田とは後に恋人同士に。
フミヤ
本間の飼い猫。屋上を越えて度々マルサンビルへ行き、鳥田たちに可愛がられている。孫猫もいるおばあちゃん猫。
名越（なごし）
マルサンビル101号室でつけ麺屋「ごまべえ」を営む。飼い猫のスジャータを店のスタッフルームに連れて来ている。
星川 ななみ（ほしかわ ななみ）
「ごまべえ」のアルバイト店員。コンビニのバイトと掛け持ちをしている。手作りの帽子を売る店の開店資金を貯めるという目標のために頑張っている。
スジャータ
名越の飼い猫。1歳。名前は、苦行でやせ細った釈迦に乳粥を差し出す村娘から。留守番をさせておくと喉が潰れるかと思うほど大鳴きする。
荒見（あらみ）
マルサンビル102号室のはんこ屋「東堂印章」の主人。「大安の日に彫って欲しい」「猫と分かる肉球を彫って欲しい」など、客のどんな無理難題も叶えてくれる。
松川 花子（まつかわ はなこ）
硬派な経済誌「ビッグ経済」のフリーの編集者。いわゆる、片付けられない女。ずるずると関係が続いていた3歳年下の大工「藤田さん」との結婚が決まった。
田口夫妻（たぐち）
手作りのレザーウォッチ専門店「サンク・カロ」の夫妻。1年前までマルサンビル202号室をアトリエとして使っていた。特定の店舗を持たず、全国のデパートで催事出店するため、全国を転々とする。新潟県がお気に入り。
神田 大路（かんだ ひろみち）
マルサンビルを請け負う神田不動産の社長の息子。名古屋の大学院生で、食物の匂いの研究をしている。

## 書誌情報
- 鴨居まさね 『君の天井は僕の床』 集英社〈クイーンズコミックス〉 既刊3巻（2012年9月現在）
  1. 2009年6月24日発売、ISBN 978-4-08-865537-6
  2. 2010年6月18日発売、ISBN 978-4-08-865591-8
  3. 2012年8月24日発売、ISBN 978-4-08-865662-5